# Ngamiland Delta
Ngamiland Delta est un sous-district du Botswana.

## Villes
- Daonara
- Ditshiping
- Jao
- Katamaga
- Morutsha
- Xaxaba